# 仙波ユウスケ
仙波 ユウスケ（せんば ユウスケ）は、日本のライトノベル作家である。

## 概要
第3回講談社ラノベ文庫新人賞において『ハロー・ワールド -Hello World-』（投稿時のペンネームは「針不破郁」）で大賞を受賞、ペンネームを現在のものに改名し2014年5月2日から講談社ラノベ文庫より刊行された。
その他の作品に『リア充になれない俺は革命家の同志になりました』がある。

## 作品
- ハロー・ワールド -Hello World-
- リア充になれない俺は革命家の同志になりました